# Scritture universitarie
Per scritture universitarie si intendono delle opere che sono nate, tra il XIII e il XIV secolo, all'interno dei contesti culturali delle principali università europee, ossia Bologna, Parigi e Oxford. 

## Il contesto storico-culturale
Tra il XII e il XIII secolo, complici la rinascita economica e lo sviluppo delle città dopo la lunga fase dell’Alto Medioevo, si assistette al fenomeno definito dagli studiosi rinascimento del XII secolo. In tale contesto si rinnovò la filosofia partendo dall’analisi della natura (la Scuola di Chartres) e, lentamente, cominciò ad inoltrarsi in Europa l’aristotelismo grazie agli scambi culturali e commerciali con gli Arabi. Dal punto di vista politico, inoltre, l’affermarsi dei Comuni, di personalità slegate alla concezione del sacro, quali i notari, e la creazione delle corporazioni delle arti e mestieri segnarono l’inizio di una coscienza laica nel contesto europeo come mai prima era avvenuto.

### Dalle scuole cattedrali alle università
Ciò si rifletté, inevitabilmente, anche nel contesto della produzione libraria e dell’educazione: se fino al XII secolo lo studio e i libri erano una prerogativa degli ecclesiastici e solo nei monasteri o nelle sedi vescovili più importanti sorgevano delle scuole di scrittura (lo scrittore lavorava all’interno di questi monasteri “pro remedio mercedae animae meae”), a partire dal XIII secolo la cultura uscì dai centri ecclesiastici: nasce, in tale contesto, l’università medievale. Il fenomeno non è improvviso ma graduale. Uno istudium era già presente nelle sedi vescovili e comunali, ma le università si distaccano da tali esperienze pregresse sia per un’indipendenza dalla sfera ecclesiastica sia per il vincolo di nuovo tipo che le societas scholariorum stabiliscono con il magistero. Ricordiamo, in questa sede, l’università di Bologna, quella di Parigi ed infine quella di Oxford, alle quali sono legate le tre scritture universitarie per eccellenza del basso medioevo: la bononiensis, la parisiensis e la oxfordiensis.

## Lalittera bononiensis

### L'ambiente bolognese
Lo studium di Bologna nasce nel 1088 come unione di studenti, per poi sviluppare degli statuti e un corpo docenti (i primi statuti giuntici risalgono al 1317). Lo sviluppo delle Università, come dice Petrucci, è collegato con lo sviluppo delle biblioteche (non solo più teologiche, ma anche scienze matematiche, astronomia, filosofia, poesia, fisica).
Le città universitarie diventano il centro dell’arte editoriale: scriptores e librari sono ben collocati nella vita universitaria (entrambi sono legati al regolamento universitario, specialmente per quanto riguarda la produzione dei libri di testo, gli exemplaria), pur non essendo legati alla sua corporazione. Risorgono, in tali centri, grandi officine librarie e il libro diviene un prodotto commerciale, concepito esclusivamente per il traffico del sapere e delle idee. La concorrenza tra le varie imprese, il progresso artistico impediscono la trascuratezza esteriore del manoscritto. Tra i centri scrittori più celebri si ricorda quello fondato, nel 1225, dal giurista e copista Accursio, esponente lui medesimo della scuola giuridica bolognese e perfezionatore del sistema delle glosse giuridiche: il suo più grande risultato fu la magna glossa, ossia il commento al Corpus iuris civilis giustinianeo.

### Lalittera bononiensis
La scrittura bolognese (o littera nova, secondo la definizione di Salatiele), ossia quella scrittura universitaria nata nella città felsinea per esigenze non soltanto universitarie, ma anche per codici di lusso, era essenzialmente regolare e sembra essere un derivato della notarile locale sviluppatasi tra il XII e il XIII secolo e che scomparirà con il XIV secolo. Paleograficamente, ricorda molto la gotica rotunda italiana, ma prevede meno abbreviazioni, le interlinee sono ridotte, le lettere /e/ e /c/ sono molto simili fra di loro, così come la /c/ e la /t/. La /s/ finale è molto chiusa. Vi è, infine, il rispetto delle regole del Meyer. Dal momento che l’ambiente bolognese era cosmopolita (agli inizi del XIV secolo vi erano quattro scribi inglesi), la scrittura bolognese subiva gli influssi di altre regioni europee, così come quest’ultima, ormai scrittura libraria di lusso oltreché prettamente universitaria. Essenzialmente scrittura di tipo librario, i codici in littera bononiensis presentavano pagine nitide ricche di miniature che venivano realizzate eventualmente in un secondo momento.

## Parigi e lalittera parisiensis
L’università di Parigi (l’attuale Sorbona), nata nel 1215, divenne ben presto un grande centro culturale ed intellettuale, specialmente in campo teologico. Così come a Bologna, anche a Parigi nacquero vari centri scrittori i quali elaborarono un tipo di scrittura legato sempre al mondo universitario, che i paleografi definiscono littera parisiensis.
La littera parisiensis è più o meno coeva della bononiensis e trova l’apice nel XIII secolo. Rispetto alla sua controparte italiana, però, la parisiensis è meno regolare e meno tonda, subendo maggiormente l’influsso della gotica francese e dando così un senso di maggior disordine all’intero contesto scritturale. Elementi comuni alla littera bononiensis, però, sono le aste poco pronunciate per via di un’interlinea scarsa e il rispetto delle regole del Mayers. Scompare col XIV secolo come la bononiensis.
Per quanto riguarda l’alfabeto, la lettera /d/ è onciale; la /g/ presenta un occhiello che si chiude a triangolo; la /r/ ha doppia forma, mentre la /u/ è quasi sempre uncinata; segno diacritico sopra la doppia /i/ e Battelli dice che i tratti verticali si trovano presso sinistra e che la scrittura non tende ad appoggiare sopra il rigo.

## Oxford e lalittera oxoniensis
Di minor importanza è invece la produzione dell’università di Oxford dal punto di vista paleografico. L’università inglese, fondata nel 1231 da Enrico III, trovò sviluppo soprattutto perché i monarchi del Regno avevano proibito agli studenti e ai docenti del regno di andare ad insegnare nei centri continentali, in particolar modo a Parigi.
Così come a Bologna e a Parigi, si sviluppò una scrittura universitaria, chiamata Littera oxoniensis, che ebbe modo di svilupparsi contemporaneamente alle sue due controparti. Rispetto però alla bononiensis e alla parisiensis, la scrittura inglese presenta pochissime differenze rispetto alla gotica inglese di quel periodo, caratterizzata da una forte compattezza letterale e da un interrigo quasi nullo. Come rileva Petrucci la oxoniensis “appa[re] eseguit[a] con maggiore cura calligrafica” rispetto alla parisiensisis.